# 鵜渡路村
鵜渡路村（うのとろむら）は、かつて新潟県岩船郡にあった村。

## 沿革
- 1889年（明治22年）4月1日 - 町村制施行に伴い岩船郡鵜渡路村、上野村、寺尾村、宮下村、下中島村が合併し、鵜渡路村が発足。
- 1901年（明治34年）11月1日 - 岩船郡猿沢村と合併し、猿沢村を新設して消滅。